# Caldo gallego
Le caldo gallego en espagnol (littéralement « bouillon galicien ») ou caldo en galicien, est un plat traditionnel de Galice, en Espagne,. Il est similaire au caldo verde portugais.
Le bouillon est composé de choux, de brocoli-rave, de haricots blancs, de pommes de terre et de lard. Selon les recettes, il peut aussi comporter, du chorizo, du jambon ou du bacon. Il est servi chaud en entrée au cours du déjeuner ou du dîner dans des bols en terre cuite (cuncas).

## Histoire
La comtesse Emilia Pardo Bazán, dans sa caldo gallego, décrit plusieurs recettes de bouillons galiciens : bouillon de navet, bouillon de chou, bouillon de potiron et un bouillon dit de harina (bouillon de farine). En ce qui concerne le caldo gallego, elle a déclaré que les paysans galiciens étaient des végétariens forcés et qu'ils pouvaient rarement ajouter des produits carnés. L'écrivain et gourmet connu sous le nom de Picadillo a également décrit, au début du XXe siècle, le Cocina española antigua (en galicien : enxebre) comme une marmite sans viande, mais qu'au fur et à mesure que les conditions de vie des Galiciens s'amélioraient, on pouvait y ajouter davantage de « condiments ».

## Caractéristiques
La recette du ragoût dépendra en grande partie de ce qui est disponible dans chaque famille. Cependant, ses principaux ingrédients sont des légumes locaux tels que les feuilles de navet (germes de navet), le chou ou le chou accompagné de pommes de terre, de haricots blancs et de graisse de porc rance, pour donner de la substance au bouillon résultant de la cuisson.
Parfois, un ingrédient supplémentaire est ajouté, comme le chorizo, l'épaule de porc, le lard, le bacon ou les côtes de porc salées (connues en Galice sous le nom de compango). Il est servi très chaud, généralement en entrée. Il fait souvent partie du xantar (« repas de midi »), et parfois du repas du soir. Chez les paysans, le bouillon est généralement servi dans ce que l'on appelle des cuncas,.
La farine de maïs (et même la farine de blé) est parfois ajoutée pour la consistance,. L'auteur Juan Dantín Cereceda affirme que du bœuf et des pois chiches sont parfois ajoutés, bien que cela soit plus typique du cocido gallego (« ragoût galicien »).

## Dans la culture populaire
Cette préparation culinaire apparaît dans plusieurs romans et œuvres littéraires à l'atmosphère galicienne. Par exemple, l'auteur Juan Neira Cancela a publié en 1889 un ouvrage de costumbrista portant le titre de cette préparation. C'est le plat typique habituellement dégusté lors des étapes galiciennes du Camino de Santiago.